# Макијареду (Каљари)
Макијареду је насеље у Италији у округу Каљари, региону Сардинија.
Према процени из 2011. у насељу је живело 9 становника. Насеље се налази на надморској висини од 19 м.